# إدموند دبليو. ولز
إدموند دبليو. ولز (بالإنجليزية: Edmund W. Wells)‏ هو محامي وقاضي أمريكي، ولد في 14 فبراير 1846 في لانكستر في الولايات المتحدة، وتوفي في 4 يوليو 1938 في سان دييغو في الولايات المتحدة.